# Nippon Professional Baseball
Nippon Professional Baseball (ve zkratce NPB) je japonská profesionální liga baseballu, místně nazvaná Puro Yakyu (プ ロ 野球), která sdružuje 12 klubů. Byla vytvořena v roce 1950 po reorganizaci japonské baseball League, která byla založena v roce 1934. NPB je rozdělena do dvou lig: Centrální Liga a Pacifická Liga. Jejich vítězové vstoupí do utkání šampionátu s názvem Japan Series (jap. 日本 シ リ ー ズ Nippon Shiriizu). Je považována za druhou nejlepší ligu na světě hned po MLB, proti které každý rok hraje All Star Game.
Sezóna začíná na konci března nebo začátkem dubna a trvá až do října. Každý tým hraje 144 zápasů. V roce 2004 Pacifická liga zorganizovala play-off. NPB pravidla jsou téměř stejná jako v Major League Baseball. Výjimkou je pravidlo hraní her v směn. V základní části, pokud je výsledek stále nerozhodný po dvanácté směně, je prohlášen za remízu. V play-off zápas může být až 15 směn, a výsledkem je remíza, následně se opakuje.
V Pacifické Lize platí pro použití určeného hittera (anglicky designated hitter), stejně jako v amerických ligách.